# Jutjärn-Ovanmyra
Jutjärn-Ovanmyra este o arie protejată (arie specială de conservare — SAC, sit de importanță comunitară — SCI) din Suedia întinsă pe o suprafață de 14,3 ha, integral pe uscat.

## Localizare
Centrul sitului Jutjärn-Ovanmyra este situat la coordonatele 60°58′49″N 15°15′49″E / 60.9803°N 15.2636°E.

## Înființare
Situl Jutjärn-Ovanmyra a fost declarat sit de importanță comunitară în iunie 2001 pentru a proteja 2 specii de plante. Situl a fost protejat și ca arie specială de conservare în martie 2011.

## Biodiversitate
Situată în ecoregiunea boreală, aria protejată conține 5 habitate naturale: Mlaștini alcaline, Mlaștini împădurite, Fânețe de joasă altitudine (Alopecurus pratensis, Sanguisorba officinalis), Lacuri și iazuri distrofice naturale, Taiga vestică.
La baza desemnării sitului se află mai multe specii protejate de  plante (2): Buxbaumia viridis, Herzogiella turfacea.